# Eubalaena
Eubalaena es un género de cetáceos misticetos de la familia Balaenidae, conocidos comúnmente como ballenas francas debido a que nadan lentamente y flotan después de muertas; es por esto que los balleneros las consideraban las más fáciles o "francas" de cazar.[cita requerida]

## Descripción
Presentan una cabeza roma con enormes hileras de barbas, cuerpo grueso, azul oscuro, con manchas blancas en la parte ventral, y carecen de aleta dorsal. Se alimentan de plancton y tienen una cría cada tres o cuatro años.

## Taxonomía
| Género    | Especie (binomial)  | Nombre vulgar               | Imagen |
| Eubalaena | Eubalaena australis | Ballena franca austral      |        |
| Eubalaena | Eubalaena glacialis | Ballena franca glacial      |        |
| Eubalaena | Eubalaena japonica  | Ballena franca del Pacífico |        |

## Curiosidades
Desde 2016 es la imagen del billete de 200 pesos de la República Argentina.